# الأبرشية المشرقية
أبرشيّة الشرق (باللاتينيّة: Dioecesis Orientis؛ باليونانيّة: Ἑῴα Διοίκησις) هي إحدى أبرشيّات الإمبراطوريّة البيزنطيّة وجزء من ولاية الشرق الإمبراطوريّة. امتدت حدود هذه الأبرشيّة ما بين البحر المتوسط وبلاد الرافدين، وكانت أنطاكيا عاصمتها.  
تأسّست الأبرشيّة في القرن الرابع بعد إصلاحات ديوكلتيانوس (284–305)، وأصبحت تقسيمًا تابعًا للمقاطعة الإمبراطوريّة في الشرق. وقد شملت على 16 مقاطعة بعد أن تم التعديل على حدودها كثيرًا، حيث تم دمج مقاطعات وإلغاء مقاطعات أخرى. وكان الإمبراطور جستينيان الأول (527–565) آخر من استعمل هذا التقسيم الإداري، إذ أمر بإلغاءه عام 535م. سقط جزء كبير من هذه الأبرشيّة بيد الساسانيين خلال الحرب الساسانية-البيزنطية 602-628، إلا أن البيزنطيين استعادوها لفترة قصيرة حتى الفتح الإسلامي لبلاد الشام في حوالي 636 م، إذ قُسِّمت المنطقة إلى جند دمشق، وجند حمص، وجند قنسرين، وجند الأردن، وجند فلسطين.
كانت هذه الأبرشيّة خلال العصور القديمة المتأخرة إحدى أهم مناطق الإمبراطورية تجاريًّا وزراعيًّا ودينيًّا. وقد حظيت بأهميّة عسكريّة استثنائيّة بسبب موقعها المواجه للإمبراطوريّة الساسانيّة والقبائل البدويّة.

## المقاطعات
تتشكل هذه الأبرشية من 16 مقاطعة هي: العربية، فلسطين الأولى، فلسطين الثانية، فلسطين الثالثة (الصحيحة)، سوريا الأولى، سوريا الثانية (الصحيحة)، فينيقيا الأولى، فينيقيا اللبنانية، فيليقيا الأولى، فيليقيا الثانية، الرها، ميزوبوتاميا، الفرات، إيساوريا، وقبرص. وبذلك تكون الأبرشية المشرقية الأكبر من بين جميع الأبرشيات الستة عشر المكونة للإمبراطورية الرومانية، سواء الغربية أو الشرقية (البيزنطية).
كما انفصلت مقاطعة ثيودورياس عن مقاطعتيّ سوريا الأولى والثانية عام 528.

## وصلات خارجية
- خريطة تظهر سيطرة هادريان على المناطق